# Ossi Weiner
Oscher-Lev „Ossi“ Weiner (* 6. September 1953 in München) ist ein deutscher Unternehmer, Journalist und Autor mit Schwerpunkt Computerschach.

## Leben
Nach dem Abitur im Jahr 1972 studierte Weiner Architektur an der TU München und schloss sein Studium mit dem Diplom ab. Danach, in der Zeit von 1977 bis 1981, arbeitete er als Journalist und berichtete über die Schachbundesliga. Außerdem gründete er in München die „erste bundesrepublikanische Schachschule“. Er gewann den späteren Großmeister Stefan Kindermann als Schachlehrer für die Schule. Im Jahr 1980 gründete er zusammen mit seinem Vater Oskar Weiner den Münchner Schachverlag, der als erster Verlag in Deutschland Schachcomputer versandte. Kurz darauf verbrachte er einige Jahre bei der Münchner Firma Hegener + Glaser (H&G), zunächst als Schachberater, dann als Marketing- und Vertriebsleiter. Es waren die Jahre, in denen H&G mit dem von Thomas Nitsche und Elmar Henne neu entwickelten Schachcomputer Mephisto Schachgeschichte schrieb, die 1984 mit der Version Mephisto IIIs im Gewinn der Weltmeisterschaft für Schach-Mikrocomputer gipfelte.
Am 1. November 1983 gründete Weiner die Hobby Computer Zentrale (HCC) in der Münchner Barer Straße Nr. 32. Seine guten Beziehungen zu H&G blieben bestehen, und er unterstützte Nitsche und Henne bei ihrer Entwicklungsarbeit. Besonders intensiv war ab 1985 seine Zusammenarbeit mit dem britischen Schach-Programmierer Richard Lang, der mit Nachfolgemodellen wie Mephisto Amsterdam, Mephisto Dallas, Mephisto Roma, Mephisto Almeria, Mephisto Portorose und Mephisto Lyon in den Folgejahren bis 1990 kontinuierlich den Schach-Weltmeistertitel für Mikrocomputer gewann.
Zu dieser Zeit verfasste Weiner auch seine ersten Bücher über Computerschach. Im Jahr 1983 entstand Schach dem Computer zusammen mit Hans-Peter Ketterling und Friedrich Schwenkel, und 1986 schrieb er zusammen mit Helmut Pfleger Schachcomputer – Gegner und Freund, das von Ephraim Kishon herausgegeben wurde.
Weiner spielte auch selbst Schach; er wird bei der FIDE mit einer Elo-Zahl von 2245 geführt. Er gewann die 11. Deutsche Jugend-Fernschachmeisterschaft 1970/73. In den 1970er Jahren spielte er in der Bundesliga für den SC Anderssen Bavaria München, mit dem er auch an der Endrunde der Deutschen Mannschaftsmeisterschaft 1979 teilnahm. In der Bundesliga-Saison 1980/81 kam er viermal für die Mannschaft des FC Bayern München zum Einsatz.
Mit Wirkung zum 1. Dezember 2017 wurde Weiner Geschäftsführer der Wirtschaftsdienst GmbH des Deutschen Schachbundes und war in dieser Funktion bis zum 16. November 2019 tätig.
Im März 2023 zog sich Weiner im Alter von 70 Jahren aus dem Berufsleben zurück.

## Veröffentlichungen
- Schachcomputer – Gegner und Freund mit Ephraim Kishon und Helmut Pfleger, Ullstein, 1997, ISBN 3-548-34979-X
- Mephisto – Schachschule – Der erste computergestützte Schachkurs mit Helmut Pfleger, Mephisto, 1990.
- Mephisto – Schachschule A mit Helmut Pfleger, Hegener + Glaser, 1987
- Schachcomputer – Gegner und Freund mit Helmut Pfleger, Nymphenburger, 1986, ISBN 3-485-01696-9
- Schach dem Computer – Spielen und lernen mit dem Schach-Computer mit  Hans-Peter Ketterling und Friedrich Schwenkel, Goldmann, 1983, ISBN 3-442-10861-6